# Миллиан, Алан
Алан Миллиан (род. 15 января 1983, Сьего-де-Авила) — кубинский борец греко-римского стиля, бронзовый призёр Панамериканских игр, бронзовый призёр чемпионата мира, участник летних Олимпийских игр 2008 года в Пекине.

## Олимпиада
В первой схватке на Олимпиаде в Пекине в 1/16 финала Миллиан проиграл по очкам французу Гено Стиву и выбыл из основной сетки соревнований. В серии утешительных схваток кубинец выиграл по очкам первую у венгра Тамаша Лёринца, также по очкам проиграл вторую белорусу Михаилу Семёнову и остался без медалей Олимпиады, став в итоге 9-м.